# أشرفية الوادي
أشرفية الوادي هي بلدة سورية تبعد عن مركز مدينة دمشق نحو 18 كم وهي إحدى مصايف وأماكن التنزه والسياحة في ريف دمشق المشهورة بمصايفها، وتقع البلدة ضمن منطقة وادي بردى، وهي تتبع لمحافظة ريف دمشق إدارياً.

تشتهر أشرفية الوادي بالأشجار الخضراء المنتجة للخشب كالحور والصفصاف كما تشتهر بالأشجار المثمرة ولعل أشهرها السفرجل والتفاح والمشمش والخوخ.
تقسم أشرفية الوادي إلى ثلاث مناطق رئيسية للسكن و هي من الجنوب إلى الشمال : نعصة - الوطية - الضيعة
بالإضافة إلى مناطق حديثة فيها مشاريع سكنية في الجهة الغربية للبلدة